# Claude-Henri de Rouvroy de Saint-Simon
Pour les autres membres de la famille, voir Maison de Rouvroy de Saint-Simon.
Pour les articles homonymes, voir Saint-Simon et Simon.
Claude-Henri de Rouvroy, comte de Saint-Simon, né et mort à Paris (17 octobre 1760-19 mai 1825), est un philosophe, économiste et militaire français, fondateur du saint-simonisme. Ses idées ont eu une postérité et une influence sur la plupart des idéologies du XIXe siècle. Philanthrope et philosophe de l'industrialisme, il est le penseur de la société industrielle française, qui était en train de supplanter la société d’Ancien Régime, à la fin du siècle des Lumières. L'économiste André Piettre le décrit par la formule : « le dernier des gentilshommes et le premier des socialistes ».
Il est le cousin éloigné du duc de Saint-Simon, célèbre mémorialiste de la cour de Louis XIV et de la Régence.

## Biographie

### Ascendance et premières années
Claude Henri, comte de Saint-Simon, né à Paris en 1760, descend d’une famille de la noblesse, appartenant à la branche des Sandricourt natifs de Picardie. Le duc Claude de Rouvroy de Saint-Simon, père de Louis de Rouvroy de Saint-Simon (le mémorialiste de Louis XIV), et appartenant à une autre branche de la famille, aurait trouvé une « espèce de généalogie informe », placée au revers d'un cartulaire de Philippe Auguste, probablement afin de justifier l'annexion de l'apanage des Vermandois au domaine royal. Vers 1560, Jean du Tillet, un greffier du parlement et un rénovateur de la science historique, avait traduit ce texte latin de manière bizarre, en lui ajoutant une phrase n'existant pas dans l'original. Elle fut à l'origine d'une légende selon laquelle les Saint-Simon descendaient directement de Charlemagne. En réalité, on connaît de façon certaine la généalogie des Saint-Simon seulement à partir du XIVe siècle.
Claude-Henri, militaire comme son père, Balthasard-Henri de Saint-Simon, a neuf enfants dont Claude Henri, futur comte de Saint-Simon est l’aîné.
Les informations dont nous disposons sur les premières années de Claude-Henri de Rouvroy de Saint-Simon émanent de lui-même, ou bien ont été recueillies de ses disciples par Nicolas Gustave Hubbard. Claude Henri est un enfant plutôt turbulent. En 1773, alors que son père souhaitait ardemment qu'il fasse sa communion, l'enfant aurait refusé, pour le motif qu'il lui était impossible d'apporter à cet acte la moindre conviction. Récalcitrant, il aurait fini par être enfermé au couvent de Saint-Lazare, en guise de punition.
L'enfant était en rupture avec sa famille. Jean Dautry a émis ce qu'il a appelé une « hypothèse » :
« Ce que nous pensons, en nous appuyant [...] sur le fait que sa mère souffrait en permanence d'une maladie nerveuse dont il n'est parlé qu'à mots couverts, c'est que l'atmosphère familiale devait être intolérable pour un enfant sensible, c'est que les manifestations brutales de l'autorité paternelle, l'invocation par le père à l'appui de sa médiocrité de la glorieuse série carolingienne dont il était le rejeton, le recours à l'image » des évêques parents, celui de Metz, « comme donateur et comme croquemitaine » et celui d'Agde, pour ses « interventions apaisantes », « que tout cela devait apparaître facilement comme la caricature d'un univers soumis à Dieu aussi bien que du foyer soumis au Père tout-puissant. La psychanalyse a débrouillé les relations juvéniles à la Saint-Simon contre la famille, la société et la religion, à partir justement d'un désordre familial vainement présenté sous des couleurs d'emprunt »:40.
On dit que Claude-Henri de Rouvroy de Saint-Simon aurait reçu son éducation d’un précepteur, ce qui est évident. On note souvent (à la suite de Claude-Henri lui-même), ce qui est beaucoup moins sûr, que cette éducation aurait été dirigée par d’Alembert à l'époque où il était déjà quelqu'un d'important. On dit aussi que Claude-Henri aurait rendu visite à Rousseau avant d'atteindre sa dix-neuvième année:40.
Il reçut plus qu'il n'accepta l'éducation des jeunes hommes de son milieu. En 1812, il écrit : « Mon éducation a été très soignée mais mal dirigée [...]. On m'accablait de maîtres et on ne me laissait pas le temps de réfléchir sur ce qu'ils m'enseignaient ».
Il passe son enfance jusqu’en 1777 à Falvy, où il s’intéresse à l’hydraulique.

### Les années passées en Amérique, puis les années de la Révolution et du Consulat
Adepte des idées nouvelles, le jeune gentilhomme s’engage à 17 ans dans l’armée de libération des États-Unis aux côtés de La Fayette et du comte de Rochambeau. À la bataille des Saintes, en avril 1782, il est fait prisonnier par les Britanniques, puis envoyé en Jamaïque, où il reste jusqu’en 1783, avant de rentrer en France, la même année. À son retour, il est nommé maître de camp au régiment d’Aquitaine, stationné à Mézières. Lieu majeur d’enseignement technique, l’école royale du génie de Mézières forme des ingénieurs militaires. Saint-Simon peut ainsi suivre les cours de mathématiques de Gaspard Monge. En 1785, il se rend en Hollande, officiellement pour observer la situation politique du pays, tout en prenant notes des techniques de construction des canaux. Ses connaissances lui serviront, dès 1787, en Espagne, lors de la construction d’un canal entre Madrid et l’océan Atlantique. La Révolution française le ramène en Picardie, à Falvy et Péronne.
Pendant la Révolution française, abandonnant sa particule, Saint-Simon, associé au comte de Jean Sigismond Ehrenreich de Redern Bernsdorf, ambassadeur de Prusse à Londres, se jette dans une activité de spéculation sur les biens nationaux - biens de Église, confisqués en vertu du décret du 2 novembre 1789 - avec une résolution qui impliquait la plus grande confiance dans le triomphe final de la révolution. Il achète tous les biens nationaux du département de l'Orne. Dans ses vastes acquisitions se trouvent compris les domaines du prieuré de l'abbé Maury ainsi que l'hôtel des fermes de la Rue du Bouloi à Paris. Ses démêlés avec de Redern en 1797, au sujet des 80 000 livres de rentes, produit de l’entreprise, sont certains. Georges Weill mentionne une lettre du futur philosophe qui est décisive quant au fait sinon quant à l’importance des acquisitions réalisées par les associés. L’hôtel des Fermes, où s’installent luxueusement les deux amis, était un bien national. Désargenté avant la révolution, Saint-Simon devient un très riche entrepreneur. « Je désirais la fortune seulement comme moyen — dit-il dans les fragments autobiographiques qu'il a laissés — organiser un grand établissement d'industrie, fonder une école scientifique de perfectionnement, contribuer en un mot aux progrès des Lumières et à l'amélioration du sort de l'humanité, tels étaient les véritables objets de mon ambition ». Ses relations étroites avec le diplomate prussien le rendent bientôt suspect au gouvernement révolutionnaire. Il est enfermé à Sainte-Pélagie puis au Luxembourg et il ne sort de prison qu'après le 9 thermidor. Saint Simon suit avec ardeur et succès ses spéculations financières jusqu'en 1797.
En 1793, il conçoit un jeu de cartes révolutionnaire, dans lequel les génies remplacent les rois, les libertés les dames, et les égalités les valets.
En 1798, avec l’argent gagné, il s’installe à Paris dans un appartement en face de l’École polytechnique. Sous l’influence du docteur Jean Burdin, et probablement des Idéologues, il suit alors les cours de physique de l’École polytechnique. En 1801, il épouse Alexandrine-Sophie Goury de Champgrand, qui anime son salon durant une année. Puis il déménage à proximité de l’École de Médecine, où il prend des cours de biologie et de physiologie.

### Début de la carrière philosophique
Saint-Simon souhaitait donner un sens commun à la science, et unifier les principes scientifiques. En 1803, après avoir organisé une souscription en l’honneur de Newton, ce philanthrope-citoyen écrit les Lettres d’un habitant de Genève à ses contemporains, sorte d’éloge à la science, considérée comme une nouvelle religion. En 1816, fréquentant chez le parti libéral, pour faire l’éducation de ce parti, il a entrepris la publication des Cahiers de l’industrie, périodique mensuel destiné à répandre des « idées neuves et fécondes » touchant la suprématie de la classe industrielle, commerçante et manufacturière. Renouant, à cette occasion, avec l’époque où il tenait table ouverte à l’hôtel Chabanais, il résout de recevoir à nouveau, en venant occuper un appartement dans un grand hôtel, rue de l'Ancienne-Comédie, n° 18, près des boucheries Saint-Germain, il y réunissait tous les jeudis ses amis et ses collaborateurs, dont les peintres Henry Scheffer et Ary Scheffer ; M. de Saint-Aubain traitait des matières de finances ; Charles Bougon, chirurgien ordinaire de la duchesse de Berry, chargé de rédiger des articles relatifs à la médecine ; Édouard Magnien, professeur au collège Bourbon, et l’un des Didot.
Avec le savoir éclectique enregistré par ses contacts avec des scientifiques, il bâtit une philosophie prônant le progrès de l’humanité par les sciences. Saint-Simon a cité lui-même « avec plaisir de cœur » les personnalités qui ont contribué à l’élaboration de son système de pensée ; ce sont sept personnes appartenant de près ou de loin au groupe des Idéologues : Félix Vicq d'Azyr, l’auteur des premiers travaux d’anatomie comparée, le médecin et philosophe Pierre Jean Georges Cabanis (1757-1808), l’anatomiste et physiologiste Xavier Bichat, le philosophe, économiste mathématicien et homme politique Nicolas de Condorcet (1743-1794), les docteurs Jean Burdin et Charles Bougon, et l’historien Conrad Engelbert Oelsner:211-2. Ces trois dernières personnes, moins connues, sont celles d’où lui vient « une grande partie des idées » qu’il pourra produire « pendant le cours de la longue carrière » qu’il entreprend.

### Les dernières années et l'industrialisme

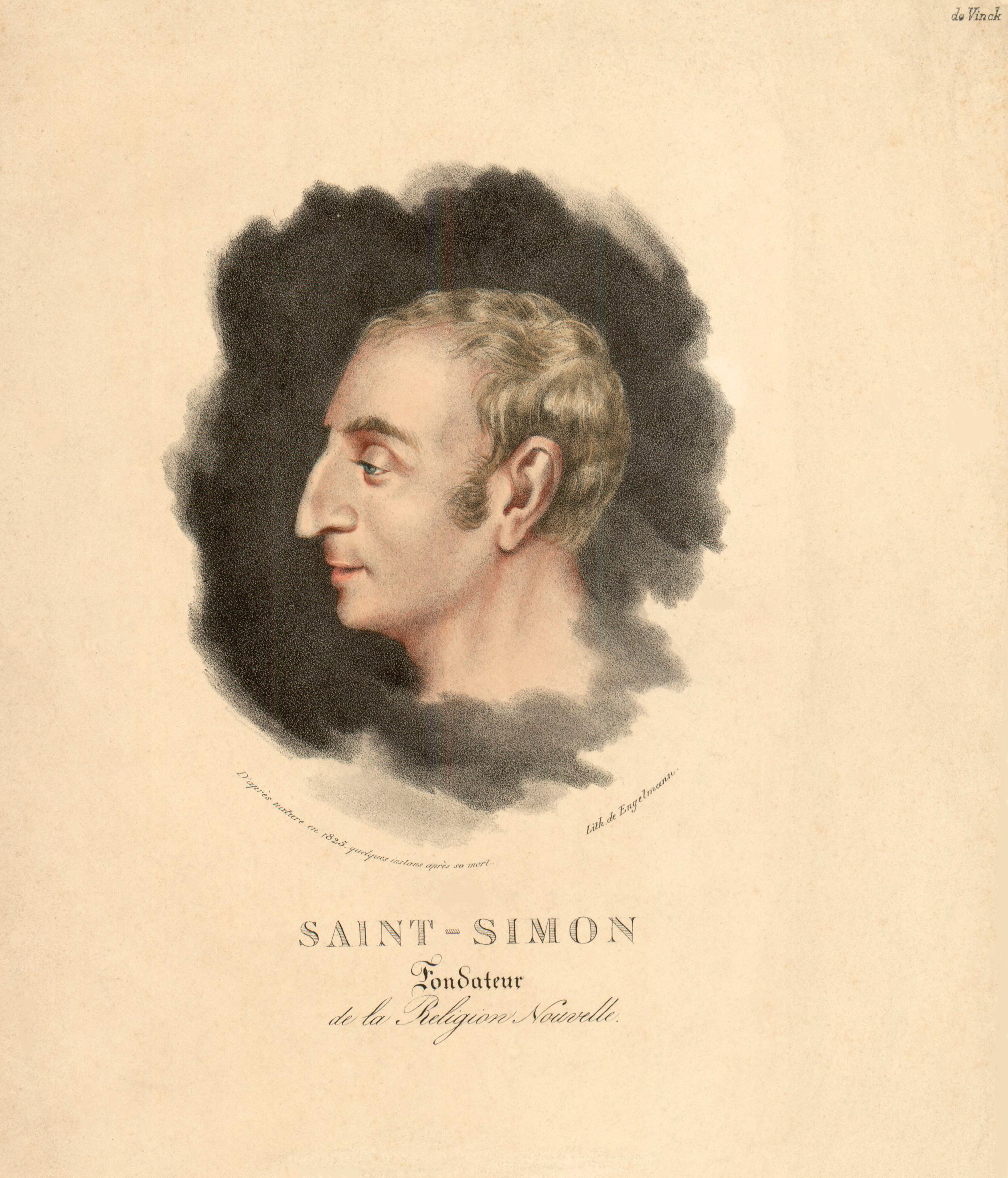
Saint-Simon, fondateur de la religion nouvelle.
Gravure de Godefroy Engelmann d'après un portrait dessiné en 1825, quelques instants après la mort du philosophe.

En 1814, il prend comme secrétaire particulier le jeune normalien Augustin Thierry, qui deviendra historien. De cette époque date L’Industrie (1816-1817), qui évoque déjà la question de la politique positive (terme repris par Auguste Comte plus tard):267-272.
En 1817, c'est Auguste Comte qui, récemment congédié de l’École polytechnique, devient son secrétaire particulier, et qui collabore activement avec lui dans la rédaction d’ouvrages philosophiques et d’articles de presse:317-321.
De cette époque datent les ouvrages suivants :
- Le Politique (1819) ;
- L’Organisateur (1819-1820) : avec le goût pour l’Histoire, qui lui est venu à travers la collaboration de l’historien Augustin Thierry, il a recours à celle-ci pour justifier sa vision du présent, et opposer l’âge industriel à l’âge féodal.

Auguste Comte participe en tant que secrétaire à ces premières réflexions sur le passage de l’âge théologique et féodal à l’âge positif et industriel:315-364, idées qu’il détaillera dans le Cours de philosophie positive, entre 1830 et 1842. Cette fameuse loi des trois états aura une influence considérable sur la société française jusqu’à nos jours.
En 1824, Auguste Comte le quitte à la suite de divergences sur la question de la réforme politique. Comte écrivit à un ami six mois après la rupture : « Je regarde toutes les discussions sur les institutions politiques comme de pures niaiseries fort oiseuses, et qui ne sont fondées sur rien jusqu'à ce que la réorganisation spirituelle de la société soit effectuée, ou du moins très avancée ». De plus, l'enthousiasme et le caractère désordonné de Saint-Simon ne s'accordaient pas avec le caractère plus froid et rigoureux de son secrétaire:319. Léon Halévy le remplace comme secrétaire. L’année suivante, Saint-Simon termine son œuvre, qu’il appelle le Nouveau christianisme:372.
Beaucoup de ces thèmes construisent la doctrine socialiste, après avoir nourri un mouvement idéologique qui le vénère comme s’il était un véritable prophète : le saint-simonisme.

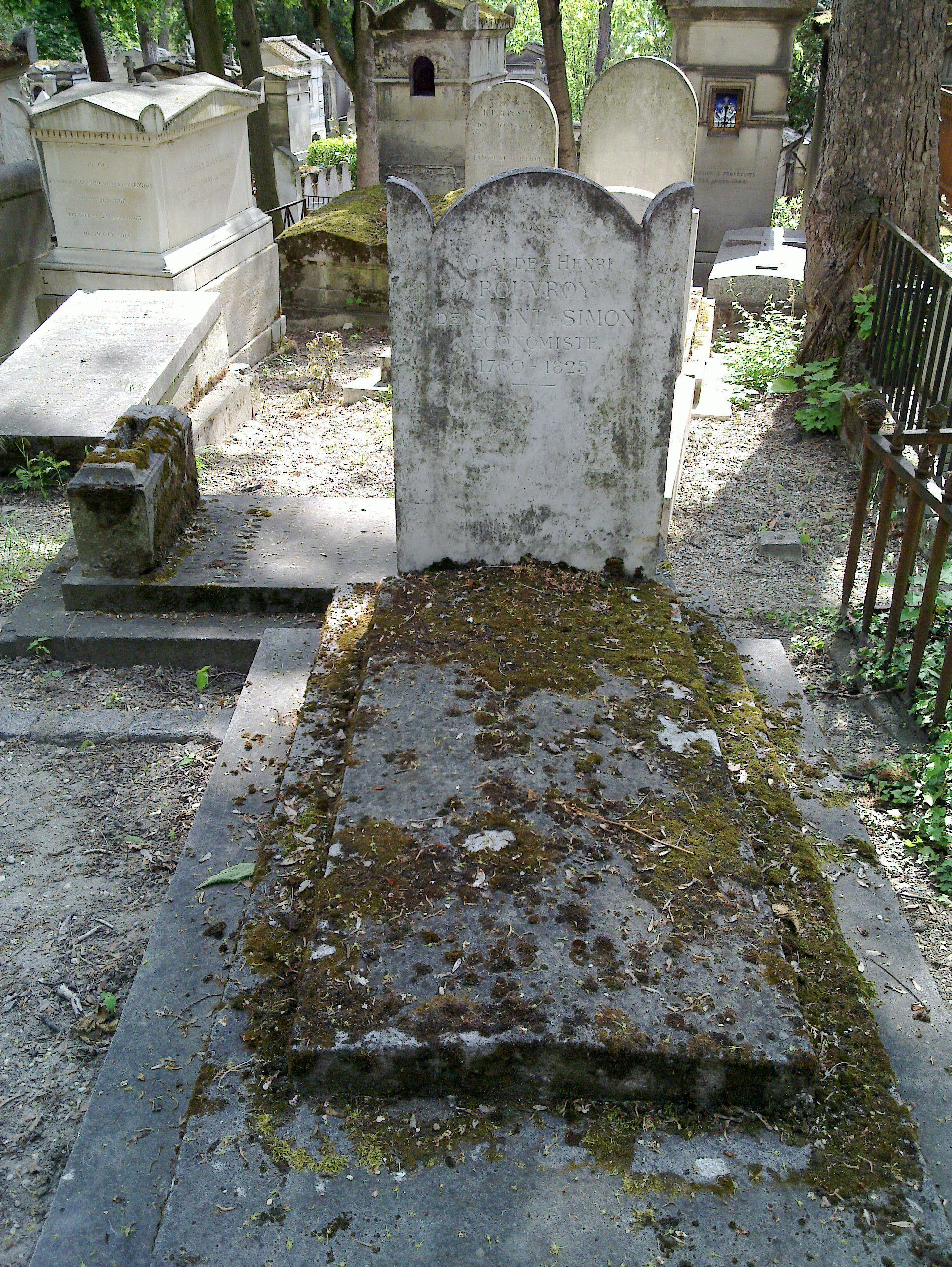
Tombe au cimetière du Père-Lachaise.

À sa mort le 19 mai 1825, il est presque inconnu. Ses obsèques, purement civiles, ont lieu au cimetière du Père-Lachaise le 22 mai (28ème Division). Sa famille est absente, mais plusieurs de ses amis ou anciens amis sont présents : Olinde Rodrigues, Auguste Comte, Augustin Thierry, Prosper Enfantin. Le Dr Bailly et Léon Halévy prononcent chacun un discours. La presse se fait l’écho de l’événement, (le Constitutionnel, le Courrier des Pays-Bas, le Globe):387-393.
Olinde Rodrigues réunit quelques amis et fonde, avec Prosper Enfantin, le journal Le Producteur, journal philosophique de l’industrie, des sciences, et des Beaux-Arts:393-394.

## Citations
« À chacun selon ses capacités, à chaque capacité selon ses œuvres. »
« Levez-vous, Monsieur le Comte ; vous avez de grandes choses à faire. »

## Doctrine
La doctrine de Saint-Simon est exposée dans différents ouvrages :
- Lettres d’un habitant de Genève à ses contemporains (1803) ;
- Mémoire sur la Science de l'Homme (1813)
- De la réorganisation de la société européenne, par M. le comte de Saint-Simon et par M. A. Thierry, son élève (1814)
- L’Industrie (1816-1817) ;
- Le Politique (1819) ;
- L’Organisateur (1819-1820) ;
- Du système industriel (1822) ;
- Catéchisme des industriels (1823-1824) ;
- Nouveau christianisme – Dialogues entre un conservateur et un novateur (1825).

La doctrine de Saint-Simon élève une sorte de « culte » aux scientifiques, en particulier à Isaac Newton, qui a établi la loi de la gravitation. Pour Saint-Simon, Dieu est en quelque sorte remplacé par la gravitation universelle. Cette thèse se fait sentir dès le début de son œuvre, dans les Lettres d’un habitant de Genève à ses contemporains (1803):175-176. Il écrit :

« La réunion des vingt et un élus de l’humanité prendra le nom de conseil de Newton ; […] Les habitants d’une partie du globe quelconque, quelles que soient sa situation et sa dimension, pourront à quelque époque que ce soit se déclarer section d’une des divisions, et élire un conseil particulier de Newton. […] Chaque conseil fera bâtir un temple qui contiendra un mausolée en l’honneur de Newton. Ce temple sera divisé en deux parties ; l’une, qui contiendra le mausolée, sera embellie par tous les moyens que les artistes pourront inventer ; l’autre sera construite et décorée de manière à donner aux hommes une idée du séjour destiné pour une éternité à ceux qui nuiront aux progrès des sciences et des arts. […] Dans les environs du temple, il sera bâti des laboratoires, des ateliers et un collège : tout le luxe sera réservé pour le temple ; les laboratoires, les ateliers, le collège, les logements des membres du conseil seront construits et décorés dans un mode simple. »

On peut considérer que Saint-Simon est en quelque sorte l’héritier, avec deux siècles de retard, de la théorie de l’héliocentrisme et de la révolution copernicienne, qui se développèrent aux XVIIe et XVIIIe siècles.
La doctrine s’appuie sur la notion de réseau et de capacité. La relation entre les êtres humains dépend de la capacité du réseau à établir le lien. Elle procède par métaphore avec les réseaux organiques des êtres humains (réseau sanguin, système nerveux…), selon les idées en vogue en physiologie à cette époque. C’est Saint-Simon qui est à l’origine de la philosophie des réseaux selon Pierre Musso.

### Les paraboles
En 1819, Saint-Simon écrit : Sur la querelle des abeilles et des frelons, parabole démontrant que la richesse nationale est entre les mains des industriels (les abeilles), que le roi et la noblesse (les frelons) peuvent disparaître sans bouleverser la situation du pays. « L’art de gouverner […] est réduit à donner aux frelons la plus forte portion du miel prélevé sur les abeilles ».
Dans le premier extrait de L’Organisateur (1819), il développe, quelques mois plus tard, une autre parabole selon laquelle la France s'effondrerait si elle perdait ses cinquante premiers physiciens, chimistes, physiologistes, mathématiciens et représentants d’autres professions. En revanche, il ne résultrerait aucun dommage si elle perdait ses principaux nobles qu’il désigne nommément, ses hommes politiques, maréchaux ou membres du haut clergé, magistrats.
Tenu pour moralement responsable de l'assassinat du duc de Berry, Saint-Simon est renvoyé devant la cour d'assises et acquitté en 1820. 

### L'industrialisme
Dès les années 1820, Saint-Simon voit dans le début de l'industrialisation le moteur du progrès social. En 1824, il forge dans le catéchisme des industriels le terme d'« industrialisme » pour désigner l'ensemble des nouvelles croyances du monde industriel : la foi dans le progrès, la croissance économique, la machine libératrice, l’industrie comme mode d’émancipation, etc
Pragmatique, il prône un mode de gouvernement contrôlé par un conseil formé de savants, d’artistes, d’artisans et de chefs d’entreprise et dominé par le secteur primaire, qu’il convient de planifier pour créer des richesses et améliorer le niveau de vie de la classe ouvrière. Il est du devoir des industriels et des philanthropes d’œuvrer à l’élévation matérielle et morale des prolétaires, au nom de la morale et des sentiments.

### Le nouveau christianisme
L’appellation de Nouveau Christianisme repose sur des considérations morales, le culte et le dogme n’étant là que pour fixer l’attention des fidèles sur la morale qui est axée sur la fraternité et sur le progrès matériel et spirituel de l’espèce humaine. Le  Nouveau Christianisme a pour but l’accroissement du bien-être général de la société et de participer à l’avènement du paradis sur terre. C’est pourquoi on peut parler de religiosité, à l’instar d’Olivier Pétré-Grenouilleau.

## Influences
Les idées de Saint-Simon ont eu une influence certaine durant le XIXe siècle en France et en Europe. Elles ont la particularité d'avoir influencé plus ou moins fortement des courants idéologiques très variés, allant du socialisme, socialisme utopique, matérialisme jusqu'au positivisme, libéralisme, etc.

### Premières influences
- Augustin Thierry, normalien, historien, a été le secrétaire de Saint-Simon de 1814 à 1817.
- Auguste Comte, polytechnicien (congédié en 1816), philosophe, a aussi été secrétaire de Saint-Simon de 1817 à 1824 ; Auguste Comte a commencé à élaborer sa loi des trois états avec Saint-Simon (états théologique, métaphysique, positif).
- Prosper Enfantin, polytechnicien, a repris et amplifié la doctrine saint-simonienne. Enfantin était d’une tendance libérale. Il a diffusé la doctrine dans les milieux des compagnies de chemins de fer. Enfantin a été le premier dirigeant de la Compagnie du chemin de fer Paris-Lyon-Méditerranée (PLM).
- Saint-Amand Bazard était plutôt d’une tendance qu’on pourrait comprendre comme (pré-) socialiste. Il s’est séparé d’Enfantin vers la fin 1831. Certaines personnes disent que ce sont ces tendances du saint-simonisme qui ont ouvert la voie au marxisme, d’autres sont plutôt de l’avis que le saint-simonisme n’a rien à voir avec le marxisme.
- Napoléon III, dans son ouvrage Extinction du paupérisme (1844) puis dans son œuvre politique s’inspire des idées saint-simoniennes (politique sociale, développement de chemins de fer, politique arabophile de la France)[21],[22]. Napoléon III avait pour conseiller économique Michel Chevalier, connu pour ses idées saint-simoniennes.
- Les polytechniciens sont réputés fidèles à une tradition saint-simonienne[23],[24], notamment incarnée par le Groupe X-Crise en 1931, qui s’est fait sentir jusqu’à la Seconde Guerre mondiale et encore de nos jours (groupe X-Sursaut en 2005)[25]. La notion d'« officiers de la guerre économique » lancée par Bernard Ésambert (X-mines 1954) pour redéfinir les missions de l’École polytechnique est également une idée saint-simonienne.

### Secteurs économiques: chemins de fer, banques, télécommunications
- De nombreux saint-simoniens ont participé à la construction de réseaux de chemin de fer au XIXe siècle, en France et à l’étranger[26].
- La création de banques de dépôt au XIXe siècle a été d’inspiration saint-simonienne, comme le Crédit lyonnais d’Henri Germain ou la Société générale.
- L’influence saint-simonienne se manifeste au tournant du XXe au XXIe siècle dans les télécommunications et les réseaux informatiques, à travers la notion de « société de l’information », en s’appuyant sur la philosophie des réseaux[27].

### Autres influences
- Karl Marx a repris certaines idées de Saint-Simon dans ses théories matérialistes[28].
- Certains décembristes connaissaient ses idées, dont Mikhaïl Lounine.
- Saint-Simon a eu sa statue à Moscou pendant la période soviétique, à côté de celle de Lénine[29].
- Saint-Simon est également une des rares personnalités à avoir été célébrées durant la guerre froide, à la fois par les États-Unis, en tant que héros de l’indépendance américaine, et par les soviétiques pour le rôle que ses travaux ont joué dans la construction de la pensée matérialiste de Karl Marx.

## Postérité

### Dans les sciences et la pensée philosophique
La première partie de son œuvre, dans laquelle il assimile Dieu à la force de gravitation universelle ne trouve aujourd’hui qu’un écho très amoindri, puisqu’elle peut choquer autant les esprits religieux que les esprits athées, mais on peut la rapprocher de la célèbre formule Deus sive Natura de Spinoza ou même à la Volonté schopenhauerienne.
Saint-Simon est communément considéré, avec Proudhon et Fourier, comme appartenant au courant du socialisme utopique. En fait, il est difficile de classer sa pensée, tant il eut d’héritiers pour se réclamer de son système, à la fois du côté libéral et du côté socialiste.
Il est considéré comme le fondateur de l’idéologie technocratique. En fait, sa conception du pouvoir est toute orientée vers la nécessité d’une reconnaissance des capacités artistiques, scientifiques et surtout administratives. Il affirme qu’à la fin du XVe siècle et avec l’avènement du pape Léon X, le clergé catholique a abandonné l’« aristocratie des talents » pour l’« aristocratie de naissance ». Il souhaite donc que la première se superpose à la seconde, celle des ayants droit par la naissance ou les détenteurs de capacités qu’il considère comme inutiles à la société, notamment les militaires. Dans un récit hypothétique, ultérieurement appelé parabole, il imagine la disparition subite de ces personnes de qualité et estime que la France ne s’en trouverait pas tellement perdante. Mais si, par contre, les plus importants (ingénieurs, commerçants, entrepreneurs, savants et artistes) disparaissaient, la France en serait fortement atteinte. Pour illustrer la pensée technocratique, on attribue souvent à Saint-Simon, mais par erreur, cette citation selon laquelle il faut « remplacer le gouvernement des hommes par l’administration des choses ». Alors qu’en accord avec la doctrine libérale, Saint-Simon enseignait au contraire qu’« il s’agit non seulement d’administrer des choses, mais de gouverner des hommes, œuvre difficile, immense, œuvre sainte ».
La philosophie de Saint-Simon, que Pierre Musso appelle la philosophie des réseaux, conserve une importance significative dans plusieurs domaines : transports, télécommunications, théorie de la connaissance, économie, sociologie.

### Dans la colonisation
Les idées du comte de Saint-Simon ont eu une influence très importante dans la colonisation à travers Prosper Enfantin et ses successeurs. Dans les années 1880, naquit un cercle Saint-Simon, qui rassemblait des personnalités voulant « maintenir et étendre l’influence de la France par la propagation de sa langue ». Une certaine idéologie coloniale française a ainsi été critiquée, étant donné certains excès du colonialisme.
Il a été considéré par le politologue Stephan Grigat comme porteur, avec d’autres (Blanqui, Fourier, Proudhon, Bakounine, Marx et Engels), d’arguments ayant favorisé un antisémitisme de gauche.

#### Éditions des œuvres
- Henri Saint-Simon, Œuvres complètes, édition critique éditée par Juliette Grange, Pierre Musso, Philippe Régnier, Franck Yonnet, PUF, 4 volumes, 2012, 3504 p.  (ISBN 978-213-056622-9).

#### Études
- Jean Dautry, « Le comte de Saint-Simon et Dieu », Revue internationale de philosophie, 1960
- Jean Dautry, Nouveau christianisme ou nouvelle théophilanthropie ? Contribution à une sociologie religieuse de Saint-Simon, Archives de sociologie des religions, 1965
- Jean Dautry, La Révolution nécessaire d'après Claude Henri de Saint-Simon, A.H.R.F., 1966
- Jean Dautry, Une réapparition de Claude-Henri de Saint-Simon, La pensée, 1966
- Henri Gouhier, historien et philosophe catholique, membre de l’Académie française, a consacré deux ouvrages à Auguste Comte et Saint-Simon :  
  - La jeunesse d’Auguste Comte et la formation du positivisme
    - Tome 2 : Saint-Simon jusqu’à la Restauration, Paris : Vrin, 1936
    - Tome 3 : Auguste Comte et Saint-Simon, Paris : Vrin, 1941
- Duc de Lévis Mirepoix, Le cœur secret de Saint-Simon, Paris, Les Éditions de France / SEGEP (réimpr. 1956) (1re éd. 1935), 179 p., 19 cm (OCLC 491033618, BNF 36037843, SUDOC 067458866, présentation en ligne). [résumé] par Robert Coiplet.
- Pierre Musso, Télécommunications et philosophie des réseaux. La postérité paradoxale de Saint-Simon, PUF, 1998.
- Pierre Musso, Saint-Simon et le saint-simonisme, Que Sais-Je ?, PUF, 1999. Nouvelle édition, 2020 aux éditions Manucius.
- Pierre Musso, Le Vocabulaire de Saint-Simon, Ellipses, 2005.
- Pierre Musso, La Religion du monde industriel. Analyse de la pensée de Saint-Simon, éditions de l’Aube, 2006.
- Pierre Musso, Saint-Simon. L’industrialisme contre l’État, éditions de l’Aube, 2010.
- Pierre Musso, Correspondance de Henri Saint-Simon. 1782-1825, éditions Manucius, 2025.
- Olivier Pétré-Grenouilleau, Saint-Simon, l’utopie ou la raison en actes, Payot, 2001  (ISBN 2-228-89433-8).
- Claude-Henri de Saint-Simon, Le nouveau christianisme et les écrits sur la religion, textes choisis et présentés par Henri Desroche, Éditions du Seuil, 1969, 192 p.
- Thomas Lalevée, « L’encyclopédisme de Saint-Simon : de l’Idéologie au socialisme », dans Vincent Bourdeau, Jean-Luc Chappey et Julien Vincent (dir.), Les encyclopédismes en France à l'ère des révolutions (1789-1850), Besançon, Presses universitaires de Franche-Comté, 2020 (ISBN 978-2-84867-667-8, DOI 10.4000/books.pufc.18719 , lire en ligne), p. 103-122.